# Stark County, Illinois
Stark County är ett administrativt område i delstaten Illinois, USA. År 2010 hade countyt 5 994 invånare. Den administrativa huvudorten (county seat) är Toulon. 

## Geografi
Enligt United States Census Bureau har countyt en total area på 746 km². 746 km² av den arean är land och 0 km² är vatten.

### Angränsande countyn
- Bureau County - nord
- Marshall County - öst
- Peoria County - syd
- Knox County - väst
- Henry County - nordväst